# Außendruck
Unter einem Außendruck versteht man den Gesamtdruck, der von außen auf einen Stoff bzw. ein System einwirkt und somit eine Verdichtung desselben anstrebt. Dieses System kann eine Störung innerhalb eines hydrostatischen Druckfeldes sein, also beispielsweise eines U-Bootes unter Wasser (Wasserdruck) oder eines Flugzeuges in der Erdatmosphäre (Luftdruck). Auch Auflagendruck und dynamischer Druck können Anteile dieses Gesamtdruckes sein, wirken jedoch im Gegensatz zum hydrostatischen Druck sehr lokal, wie beispielsweise die Gewichtskraft eines Feststoffes auf eine Unterlage.
Im Gegensatz hierzu stehen Drücke, die innerhalb des Systems herrschen und nach außen gerichtet sind, somit also dem Außendruck entgegenwirken. Man bezeichnet einen solchen Druck als Innendruck. In den obigen Beispielen wäre dies der nach außen gerichtete Gegendruck des Druckkörpers innerhalb des U-Bootes oder der Kabinendruck des Flugzeuges.
Auch in der Thermodynamik spielt der Außendruck eine Rolle, da er im Zusammenspiel mit dem Sättigungsdampfdruck, dem Innendruck des Gases innerhalb einer Flüssigkeit oder eines Feststoffes, für die Existenz eines Siedepunktes bzw. Sublimationspunktes von entscheidender Bedeutung ist und diese auch mit definiert.